# Resolutie 1557 Veiligheidsraad Verenigde Naties
Resolutie 1557 van de Veiligheidsraad van de Verenigde Naties werd op 12 augustus 2004 unaniem aangenomen door de VN-Veiligheidsraad, en verlengde de VN-bijstandsmissie in Irak met een jaar.

## Achtergrond
Op 2 augustus 1990 viel Irak zijn zuiderbuur Koeweit binnen en bezette dat land. De Veiligheidsraad veroordeelde de inval middels resolutie 660, en later kregen de lidstaten carte blanche om Koeweit te bevrijden. Eind februari 1991 was die strijd beslecht en legde Irak zich neer bij alle aangenomen VN-resoluties.
Het land werd vervolgens verplicht te ontwapenen door onder meer al zijn massavernietigingswapens te vernietigen. Daaraan werkte Irak echter met grote tegenzin mee, tot grote woede van de Verenigde Staten, die het land daarom in 2003 opnieuw binnenvielen. Kort hierop vroeg de door de VS geleide overgangsregering van Irak de Verenigde Naties om hulp bij onder meer het herzien van de grondwet en de organisatie van verkiezingen, en werd de VN-bijstandsmissie in Irak opgericht.

## Inhoud
De Veiligheidsraad:
- Herinnert aan zijn vorige resoluties over Irak, en in het bijzonder resolutie 1500 en 1546.
- Bevestigt de onafhankelijkheid, soevereiniteit, eenheid en territoriale integriteit van Irak.
- Herinnert aan de oprichting van de UNAMI-bijstandsmissie voor Irak op 14 augustus 2003 en bevestigt dat de VN een leidende rol moeten spelen in het bijstaan van Irak om instellingen op te richten voor een representatieve overheid.
- Verwelkomt de aanstelling van een nieuwe Speciale Vertegenwoordiger voor Irak door de secretaris-generaal.
- Heeft het rapport van de secretaris-generaal beschouwd.

1. Beslist het mandaat van de UNAMI-missie met 12 maanden te verlengen.
2. Wil het mandaat binnen 12 maanden herzien, of eerder als dat door Irak zou worden gevraagd.
3. Besluit op de hoogte te blijven.

## Verwante resoluties
- Resolutie 1538 Veiligheidsraad Verenigde Naties
- Resolutie 1546 Veiligheidsraad Verenigde Naties
- Resolutie 1618 Veiligheidsraad Verenigde Naties (2005)
- Resolutie 1619 Veiligheidsraad Verenigde Naties (2005)

Lijst ·  1522 ·  1523 ·  1524 ·  1525 ·  1526 ·  1527 ·  1528 ·  1529 ·  1530 ·  1531 ·  1532 ·  1533 ·  1534 ·  1535 ·  1536 ·  1537 ·  1538 ·  1539 ·  1540 ·  1541 ·  1542 ·  1543 ·  1544 ·  1545 ·  1546 ·  1547 ·  1548 ·  1549 ·  1550 ·  1551 ·  1552 ·  1553 ·  1554 ·  1555 ·  1556 ·  1557 ·  1558 ·  1559 ·  1560 ·  1561 ·  1562 ·  1563 ·  1564 ·  1565 ·  1566 ·  1567 ·  1568 ·  1569 ·  1570 ·  1571 ·  1572 ·  1573 ·  1574 ·  1575 ·  1576 ·  1577 ·  1578 ·  1579 ·  1580